# Щолоков Пилип Онисимович
Пилип Онисимович Щолоков (1906, станція Алмазна, тепер підпорядкована місту Кадіївці Луганської області — 20 січня 1975, місто Запоріжжя) — український радянський діяч, секретар Дрогобицького міського комітету КП(б)У, заступник секретаря Дрогобицького обласного комітету КП(б)У, директор запорізького заводу «Кремнійполімер». Брат Миколи Щолокова.

## Біографія
Народився в родині робітника металургійного заводу. Трудову діяльність розпочав із сімнадцятирічного віку. Працював підручним тесляра, відкатником на шахті, черговим хіміком управління коксобензольних заводів у місті Кадіївці на Донбасі.
Член РКП(б) з 1924 року.
У 1932 році закінчив хіміко-технологічний інститут.
У 1932—1943 роках — на керівній роботі на промислових підприємствах міст Сталінграда, Воронежа, Ярославля.
У 1943—1944 роках — секретар Ярославського міського комітету ВКП(б).
У серпні 1944 — 1945 року — 2-й секретар Дрогобицького міського комітету КП(б)У.
У листопаді 1946 — листопаді 1948 року — заступник секретаря Дрогобицького обласного комітету КП(б)У із промисловості — завідувач відділу промисловості Дрогобицького обласного комітету КП(б)У.
У 1948—1951 роках — завідувач планово-фінансово-торгового відділу Дрогобицького обласного комітету КП(б)У.
У 1951—1953 роках — завідувач адміністративного відділу Запорізького обласного комітету КП(б)У. У травні (затв.) 1953 — 1959 року — завідувач відділу адміністративних і торгово-фінансових органів Запорізького обласного комітету КПУ.
У 1959—1963 роках — на відповідальній роботі в Раді народного господарства Запорізького економічного адміністративного району; заступник директора Запорізького титано-магнієвого заводу.
У 1963—1965 роках — директор запорізького заводу «Кремнійполімер».
З 1965 року — персональний пенсіонер республіканського значення в місті Запоріжжі.
Помер 20 січня 1975 року.

## Нагороди
- орден «Знак Пошани» (23.01.1948)
- медалі